# Småland (1688)
Småland var ett svenskt linjeskepp med 80 kanoner, som, byggdes 1688 under ledning av skeppsbyggmästare Gunnar Roth på Kalmar amiralitetsvarvg och sjösattes samma år. Fartyget döptes 1694 om till Wenden. Hon deltog i expeditionen mot Danmark 1700 samt i sjöslagen vid Köge bukt 1710 och Rügen 1715. Hon ingick i den förenade flottan 1720 och sänktes 1734 vid inventariekammaren n:r 1 å Karlskrona varv.